# Rogelio Valadez
Rogelio Valadez ist ein ehemaliger mexikanischer Fußballspieler, der vorwiegend im Mittelfeld agierte.

## Laufbahn
Valadez spielte von 1972 bis 1974 beim Club Deportivo Social y Cultural Cruz Azul, mit dem er zweimal in Folge die mexikanische Fußballmeisterschaft gewann. Anschließend stand er (zwischen 1975 und 1978) beim CF Monterrey unter Vertrag.

## Erfolge
- Mexikanischer Meister: 1972/73, 1973/74